# 厉螨科
厉螨科（學名：Laelapidae；或作）是蛛形綱蜱蟎亞綱中氣門蟎目之下的一個科。

## 分類

### 屬
本科包括下列各屬：
- Aetholaelaps（英语：Aetholaelaps） Strandtmann & Camin, 1956
- Alphalaelaps（英语：Alphalaelaps） Radford, 1951
- Andreacarus（英语：Andreacarus） Radford, 1953
- Androlaelaps（英语：Androlaelaps） Berlese, 1903
- Angosomaspis（英语：Angosomaspis） Costa, 1971
- Atricholaelaps（英语：Atricholaelaps） Ewing, 1929
- Austrolaelaps（英语：Austrolaelaps） Womersley, 1956
- Berlesia（英语：Berlesia） G.Canestrini, 1884
- Bewsiella（英语：Bewsiella） Domrow, 1958
- Bisternalis（英语：Bisternalis） Hunter, 1963
- Blaberolaelaps（英语：Blaberolaelaps） M. Costa, 1980
- Bolivilaelaps（英语：Bolivilaelaps） Fonseca, 1940
- Camerolaelaps（英语：Camerolaelaps） Fonseca, 1960
- Cavilaelaps（英语：Cavilaelaps） Fonseca, 1935
- Cerambylaelaps（英语：Cerambylaelaps） M.Costa, 1979
- Chalaza（英语：Chalaza (mite)） R. Domrow, 1990
- Chamolaelaps（英语：Chamolaelaps） Hull, in F.Türk & S.Türk 1952
- Chapalania（英语：Chapalania） Hoffmann & Lopez-Campos, 1995
- Chelanyssus（英语：Chelanyssus） Zumpt & Till, 1953
- Chirolaelaps（英语：Chirolaelaps） A. C. G. Heath, D. M. Bishop & M. J. Daniel, 1987
- Chrysochlorolaelaps（英语：Chrysochlorolaelaps） Evans & Till, 1966
- Coleolaelaps（英语：Coleolaelaps） Berlese, 1914
- Conolaelaps（英语：Conolaelaps） Womersley, 1959
- Cosmiphis（英语：Cosmiphis） Vitzthum, 1926
- 广厉螨属 Cosmolaelaps Berlese, 1903
- Cyclolaelaps（英语：Cyclolaelaps） Ewing, 1933
- Cyclothorax（英语：Cyclothorax） von Frauenfeld, 1868
- Cypholaelaps（英语：Cypholaelaps） Berlese, 1916
- Dianolaelaps（英语：Dianolaelaps） Y. M. Gu & Q. X. Duan, 1990
- Dicrocheles（英语：Dicrocheles） Krantz & Khot, 1962
- Dinogamasus（英语：Dinogamasus） Kramer, 1898
- Dipolaelaps（英语：Dipolaelaps） Zemskaya & Piontkovskaya, 1960
- Domrownyssus（英语：Domrownyssus） Evans & Till, 1966
- Donia（英语：Donia (mite)） Oudemans, 1939
- Dynastaspis（英语：Dynastaspis） Costa, 1971
- Dynatochela（英语：Dynatochela） Keegan, 1950
- Dyscinetonyssus（英语：Dyscinetonyssus） Moss & Funk, 1965
- Echinolaelaps（英语：Echinolaelaps） Ewing, 1929
- Echinonyssus（英语：Echinonyssus） Hirst, 1925
- Ellsworthia（英语：Ellsworthia） Türk, 1945
- Eubrachylaelaps（英语：Eubrachylaelaps） Ewing, 1929
- Eugynolaelaps（英语：Eugynolaelaps） Berlese, 1918
- 真厉螨属 Eulaelaps Berlese, 1903
- Eumellitiphis（英语：Eumellitiphis） Türk, 1948
- 殖厉螨属 Gaeolaelaps Evans & Till, 1966[4]
- Gammaridacarus（英语：Gammaridacarus） Canaris, 1962
- Garmania（英语：Garmania） Nesbitt, 1951
- Gecarcinolaelaps（英语：Gecarcinolaelaps） Casanueva, 1993
- Geneiadolaelaps（英语：Geneiadolaelaps） Ewing, 1929
- Gigantolaelaps（英语：Gigantolaelaps） Fonseca, 1939
- Gopriphis（英语：Gopriphis） Berlese, 1910
- 血厉螨属 Haemolaelaps Berlese[1]：皆為會吸血的物種，過往曾被認為是Androlaelaps 的異名[5]。
- 裸厉螨属 Gymnolaelaps Berlese, 1917
- Halbertia（英语：Halbertia） Türk & Türk, 1952
- Hunteracarus（英语：Hunteracarus） Costa, 1975
- Hunteria（英语：Hunteria (mite)） M. Delfinado-Baker, E. W. Baker & C. H. W. Flechtmann, 1984
- Hyletastes（英语：Hyletastes） Gistel, 1848
- Hymenolaelaps（英语：Hymenolaelaps） Furman, 1972
- 下盾螨属 Hypoaspis G.Canestrini, 1884，下盾属
- Ichoronyssus（英语：Ichoronyssus） Kolenati, 1858
- Iphiolaelaps（英语：Iphiolaelaps） Womersley, 1956
- Iphiopsis（英语：Iphiopsis） Berlese, 1882
- Jacobsonia（英语：Jacobsonia (mite)） Berlese, 1910
- Japanoasternolaelaps（英语：Japanoasternolaelaps） W. Hirschmann & N. Hiramatsu, 1984
- Jordensia（英语：Jordensia） Oudemans, 1937
- Julolaelaps（英语：Julolaelaps） Berlese, 1916
- Laelantennus（英语：Laelantennus） Berlese, 1903
- 厉螨属 Laelaps C.L.Koch, 1836[1]
- Laelapsella（英语：Laelapsella） Womersley, 1955
- Laelapsoides（英语：Laelapsoides） Willmann, 1952
- Laelaspoides（英语：Laelaspoides） Eickwort, 1966
- Laelaspulus（英语：Laelaspulus） Berlese, 1903
- Ligialaelaps（英语：Ligialaelaps） Radford, 1942
- Liponysella（英语：Liponysella） Hirst, 1925
- Ljunghia（英语：Ljunghia） Oudemans, 1932
- Longolaelaps（英语：Longolaelaps） Vitzthum, 1926
- Lucanaspis（英语：Lucanaspis） Costa, 1971
- Lukoschus（英语：Lukoschus） Radovsky & Gettinger, 1999
- Mabuyonyssus（英语：Mabuyonyssus） Till, 1957
- Macrolaelaps（英语：Macrolaelaps） Ewing, 1929
- Manisilaelaps（英语：Manisilaelaps） Lavoipierre, 1956
- Meliponaspis（英语：Meliponaspis） Vitzthum, 1930
- Melittiphis（英语：Melittiphis） Berlese, 1918
- Melittiphisoides（英语：Melittiphisoides） M. Delfinado-Baker, E. W. Baker & C. H. W. Flechtmann, 1984
- Mesolaelaps（英语：Mesolaelaps） Hirst, 1926
- Metaspinolaelaps（英语：Metaspinolaelaps） Till, 1958
- Mungosicola（英语：Mungosicola） Radford, 1942
- Myonyssoides（英语：Myonyssoides） Hirst, 1925
- Myonyssus（英语：Myonyssus） Tiraboschi, 1904
- Myrmeciphis（英语：Myrmeciphis） Hull, 1923
- Myrmolaelaps（英语：Myrmolaelaps） Trägårdh, 1906
- Myrmosleichus（英语：Myrmosleichus） Berlese, 1903
- Myrmozercon（英语：Myrmozercon） Berlese, 1902
- Mysolaelaps（英语：Mysolaelaps） Fonseca, 1935
- Nakhoda（英语：Nakhoda） Domrow & Nadchatram, 1975
- Narceolaelaps（英语：Narceolaelaps） J. B. Kethley, 1978
- Neoberlesia（英语：Neoberlesia） Berlese, 1892
- Neohypoaspis（英语：Neohypoaspis） M. Delfinado-Baker, E. W. Baker & D. W. Roubik, 1983
- Neolaelaps（英语：Neolaelaps） Hirst, 1926
- Neoparalaelaps（英语：Neoparalaelaps） Fonseca, 1935
- Neospinolaelaps（英语：Neospinolaelaps） Zumpt & Patterson, 1952
- Notolaelaps（英语：Notolaelaps） Womersley, 1957
- Oloiphis（英语：Oloiphis） Berlese, 1916
- 土厉螨属 Ololaelaps Berlese, 1904
- Ondatralaelaps（英语：Ondatralaelaps） Evans & Till, 1965
- Ornitholaelaps（英语：Ornitholaelaps） Okereke, 1968
- Oryctolaelaps（英语：Oryctolaelaps） Lange, in Bregetova et al., 1955
- Parabisternalis（英语：Parabisternalis） Ueckermann & Loots, 1995
- Peramelaelaps（英语：Peramelaelaps） Womersley, 1956
- Phytojacobsonia（英语：Phytojacobsonia） Vitzthum, 1925
- Pililaelaps（英语：Pililaelaps） Radford, 1947
- Pleisiolaelaps（英语：Pleisiolaelaps） Womersley, 1957
- Pneumolaelaps（英语：Pneumolaelaps） Berlese, 1920
- Podolaelaps（英语：Podolaelaps） Berlese, 1888
- Praeparasitus（英语：Praeparasitus） Berlese, 1916
- Promacrolaelaps（英语：Promacrolaelaps） Costa, 1971
- Pseudolaelaps（英语：Pseudolaelaps） Berlese, 1916
- Pseudoparasitus（英语：Pseudoparasitus） Oudemans, 1902
- 青厉螨属 Qinghailaelaps Y. M. Gu & X. Z. Yang, 1984
- Radfordilaelaps（英语：Radfordilaelaps） Zumpt, 1949
- Raymentia（英语：Raymentia） Womersley, 1956
- Reticulolaelaps（英语：Reticulolaelaps） Costa, 1968
- Rhinolaelaps（英语：Rhinolaelaps） Fonseca, 1960
- Rhodacantha（英语：Rhodacantha） R. Domrow, 1979
- Rhyzolaelaps（英语：Rhyzolaelaps） Bregetova & Grokhovskaya, 1961
- Scissuralaelaps（英语：Scissuralaelaps） Womersley, 1945
- Scolopendracarus（英语：Scolopendracarus） Evans, 1955
- Scorpionyssus（英语：Scorpionyssus） Fain & G. Rack, 1988
- Sinolaelaps（英语：Sinolaelaps） Y. M. Gu & C. S. Wang, 1979
- Sphaeroseius（英语：Sphaeroseius） Berlese, 1904
- Stamfordia（英语：Stamfordia） Trägårdh, 1906
- Steptolaelaps（英语：Steptolaelaps） Furman, 1955
- Sternolaelaps（英语：Sternolaelaps） Zumpt & Patterson, 1951
- Stevelus（英语：Stevelus） Hunter, 1963
- Stigmatolaelaps（英语：Stigmatolaelaps） Krantz, 1998
- Stratiolaelaps（英语：Stratiolaelaps） Berlese, 1916
- Tengilaelaps（英语：Tengilaelaps） Gu & Wang, 1996
- 毛厉螨属 Tricholaelaps Vitzthum, 1926
- 热厉螨属 Tropilaelaps Delfinado & Baker, 1961
- Tur（英语：Tur (mite)） Baker & Wharton, 1952
- Turkiella（英语：Turkiella） Zumpt & Till, 1953
- Tylolaelaps（英语：Tylolaelaps） Y. M. Gu & C. S. Wang, 1979
- Ugandolaelaps（英语：Ugandolaelaps） Radford, 1942
- Uroiphis（英语：Uroiphis） Berlese, 1903
- Urozercon（英语：Urozercon） Berlese, 1901
- Xylocolaelaps（英语：Xylocolaelaps） Royce & Krantz, 2003
- Zontia（英语：Zontia） Türk, 1948
- Zygolaelaps（英语：Zygolaelaps） V. J. Tipton, 1957